# Río Pedroso
Río Pedroso är ett vattendrag i Spanien.   Det ligger i provinsen Provincia de Burgos och regionen Kastilien och Leon, i den centrala delen av landet, 180 km norr om huvudstaden Madrid.